# Catedral de Granada
La Santa Iglesia Catedral Metropolitana de la Encarnación de Granada és un temple catòlic de la ciutat espanyola de Granada, seu de l'arquebisbat de Granada. El temple és una de les obres cims del renaixement espanyol. La catedral de Granada és de planta rectangular perquè les seves cinc naus cobreixen per complet el creuer, que no arriba a destacar sobre la planta. La nau central és més alta que les altres quatre, que tenen la mateixa alçada. En els peus de la catedral, s'hi situen les dues torres.

## Arquitectura
La catedral de Granada és un temple de grans dimensions; les seves mesures són de 115,40 m de longitud per 65 m d'amplada, segons Rosenthal, qui va modificar els 67,25 m tradicionalment acceptats. La primera pedra del temple es va col·locar el 25 de març de 1523.

### Exterior

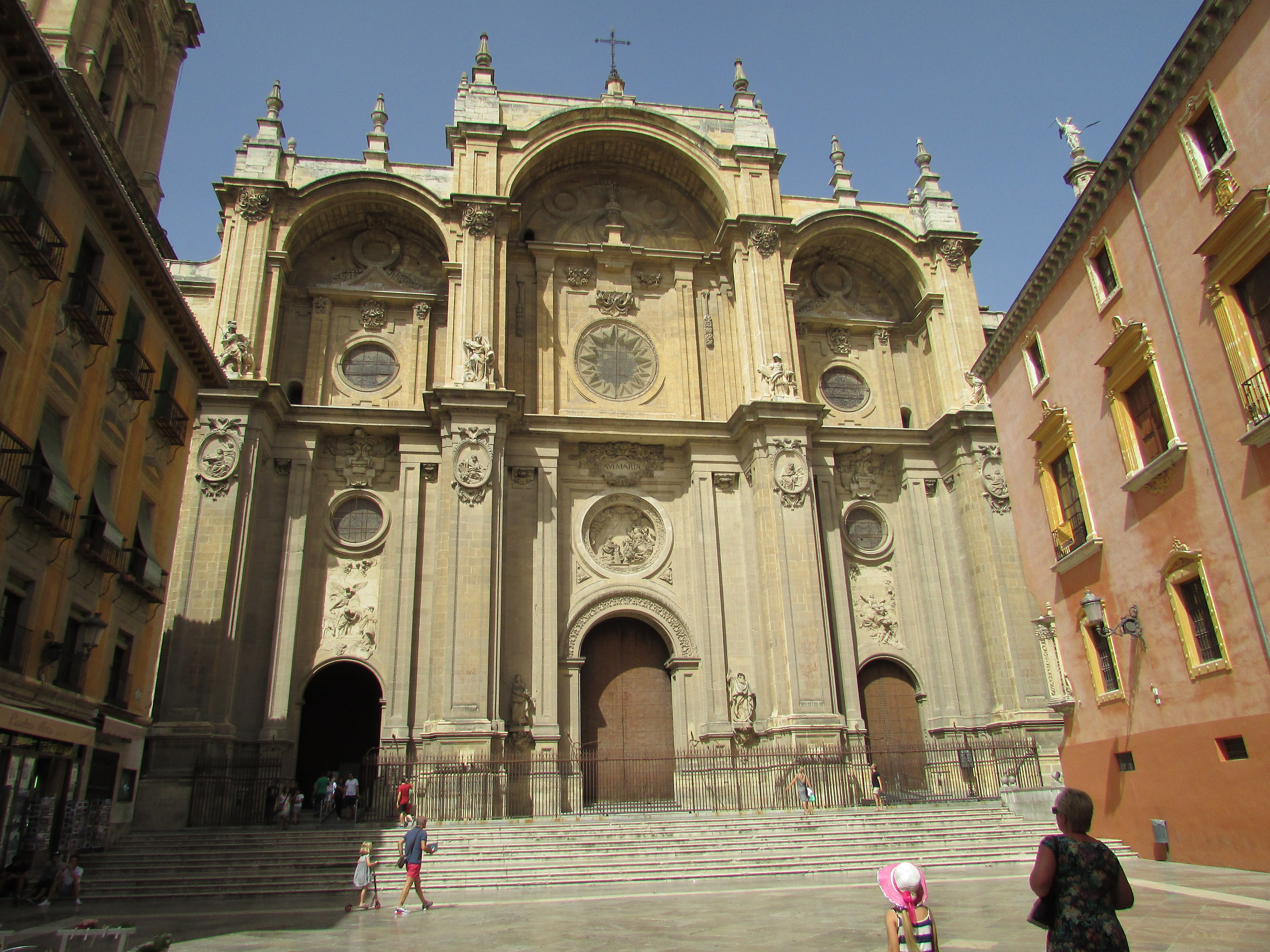
Façana de la catedral de Granada

La construcció de la façana es va iniciar en la fase final de l'edificació, a partir de 1660, amb la intenció, per part del capítol, de prosseguir i acabar amb el disseny de Diego de Siloé.
Després d'una sèrie d'avatars és, finalment, Alonso Cano l'encarregat de projectar la façana en 1667. Després de la seva mort en aquest mateix any, els següents mestres majors varen completar —amb notables transformacions— l'original programa arquitectònic i iconogràfic de Cano: José Granados de la Barrera (1668-1685) i Melchor de Aguirre (1688-1697).
En el segle xviii es completa l'ornamentació i decoració de la façana a càrrec de diferents artistes, per la qual cosa no tots els elements ornamentals tenen la mateixa qualitat estètica, ja que aquests artistes procedien de diferents escoles i els seus criteris estètics eren diferents.
Alonso Cano reflecteix exteriorment la disposició i l'organització interior del temple: 4 poderosos contraforts per donar suport a les tres voltes. Aquests es divideixen mitjançant una senzilla cornisa organitzant així la façana en dos cossos.

#### La porta central
La gran porta central és més alta que les laterals. Presenta un arc ornamentat descansant sobre pilastres sense capitells. A cada banda, es troben les estàtues de sant Pere i sant Pau suportades per lleixes formades per nens. Sobre l'arc, hi ha un tondo amb un alt relleu de l'Encarnació, obra en marbre blanc de 1717, de l'escultor granadí José Risueño; i sobre aquest, una gran targeta amb la salutació Ave Maria.
Dins d'aquest primer cos i en la part superior de les pilastres que l'emmarquen hi ha dos medallons amb alts relleus de dos evangelistes: Marc i Lluc amb els seus atributs iconogràfics clàssics: el lleó i el toro.
En el segon nivell del cos central s'obri una claraboia estelada rematada per un gerro de Liliums, símbol de la puresa de Maria i blasó del temple catedralici. Al peu de les pilastres centrals i recolzades sobre els sortints de la cornisa, se situen dues estàtues de pedra que representen l'Antic i el Nou Testament.
Aquest cos està rematat amb una creu de ferro que té dos pinacles als seus laterals, fruit de la intervenció de Melchor de Aguirre, (mestre major 1688-1697) que substitueix el projecte d'Alonso Cano de coronar les rematades de la façana amb estàtues dels apòstols.

#### Les dues portes laterals
Per sobre de cadascun dels arcs de les portes laterals hi ha dos grans relleus: La Visitació de Maria a la seva cosina Elisabet (a la nostra esquerra) i L'Assumpció de Maria al cel (a la nostra dreta).

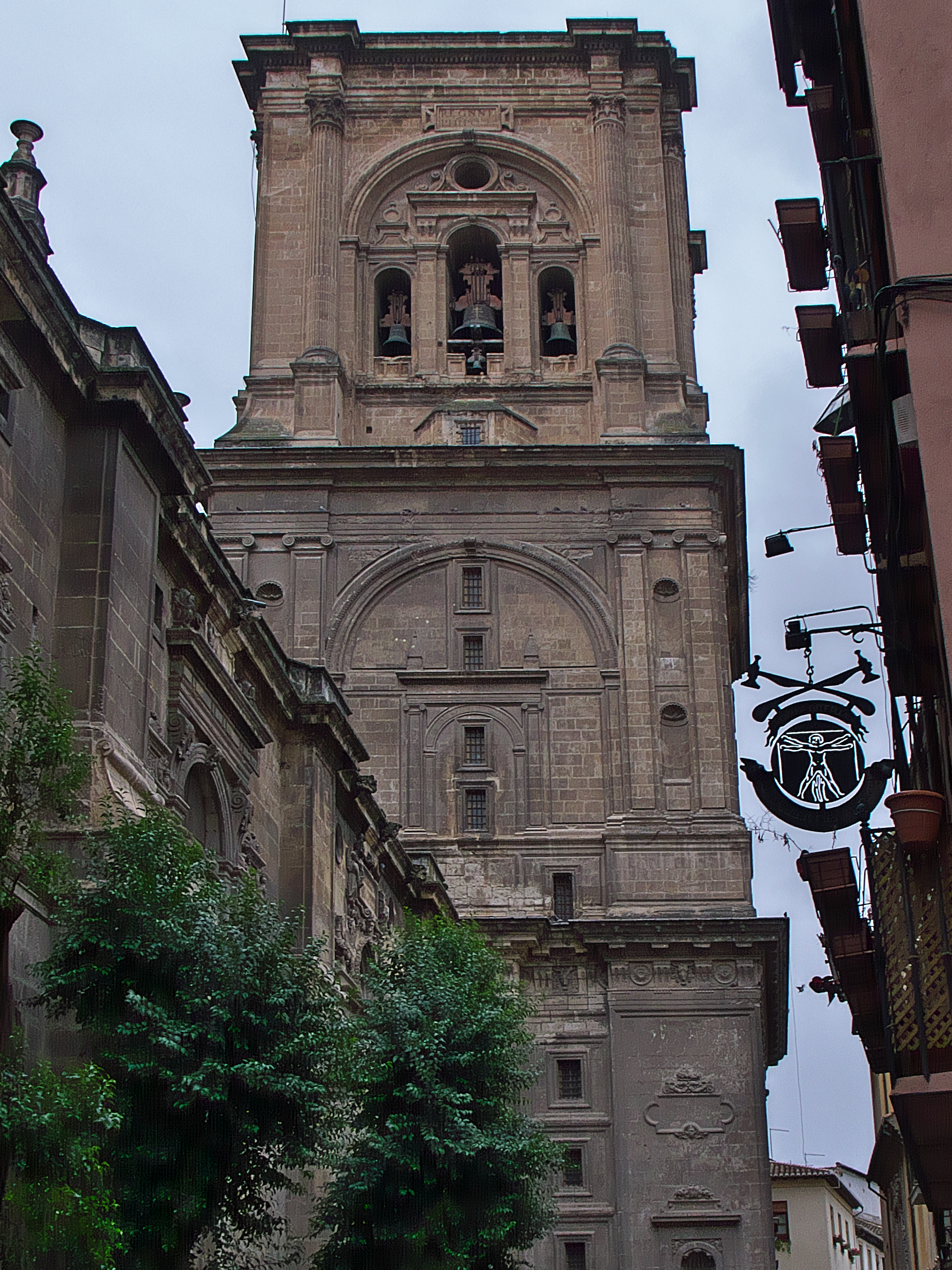
Torre de la catedral de Granada

En la rematada de les pilastres, en el primer nivell, es repeteixen dos nous medallons amb un altre parell de evangelistes: sant Mateu i sant Joan. Sobre ells i recolzades en els sortints de la cornisa dues estàtues de pedra, a l'esquerra del tots sant Miquel Arcàngel i a la dreta del tot sant Rafel Arcàngel.

#### Torre Campanar
En un principi, segons el projecte de Siloé, la façana renaixentista havia d'estar flanquejada per dues gegantines torres de 81 metres d'altura, però per diverses circumstàncies, la torre del costat dret mai va arribar a construir-se. L'única torre, la de l'esquerra, té 57 m d'altura.
La torre té tres nivells, el primer va ser iniciat per Siloé i el va acabar Maeda, que va començar el segon nivell. La torre la va acabar Ambrosio de Vico. A partir de 1588, comença la col·locació de les setze campanes.
Pel que fa als estils arquitectònics, el primer nivell de la torre és d'ordre dòric: té pilastres amb fornícules, grans arcs i entaulament; el segon és d'ordre jònic de dobles pilastres i arcs; el tercer, d'ordre corinti, presenta columnes emmarcant un gran arc que, a la vegada, alberga grups de tres arcs per a la col·locació de les campanes.

### Interior

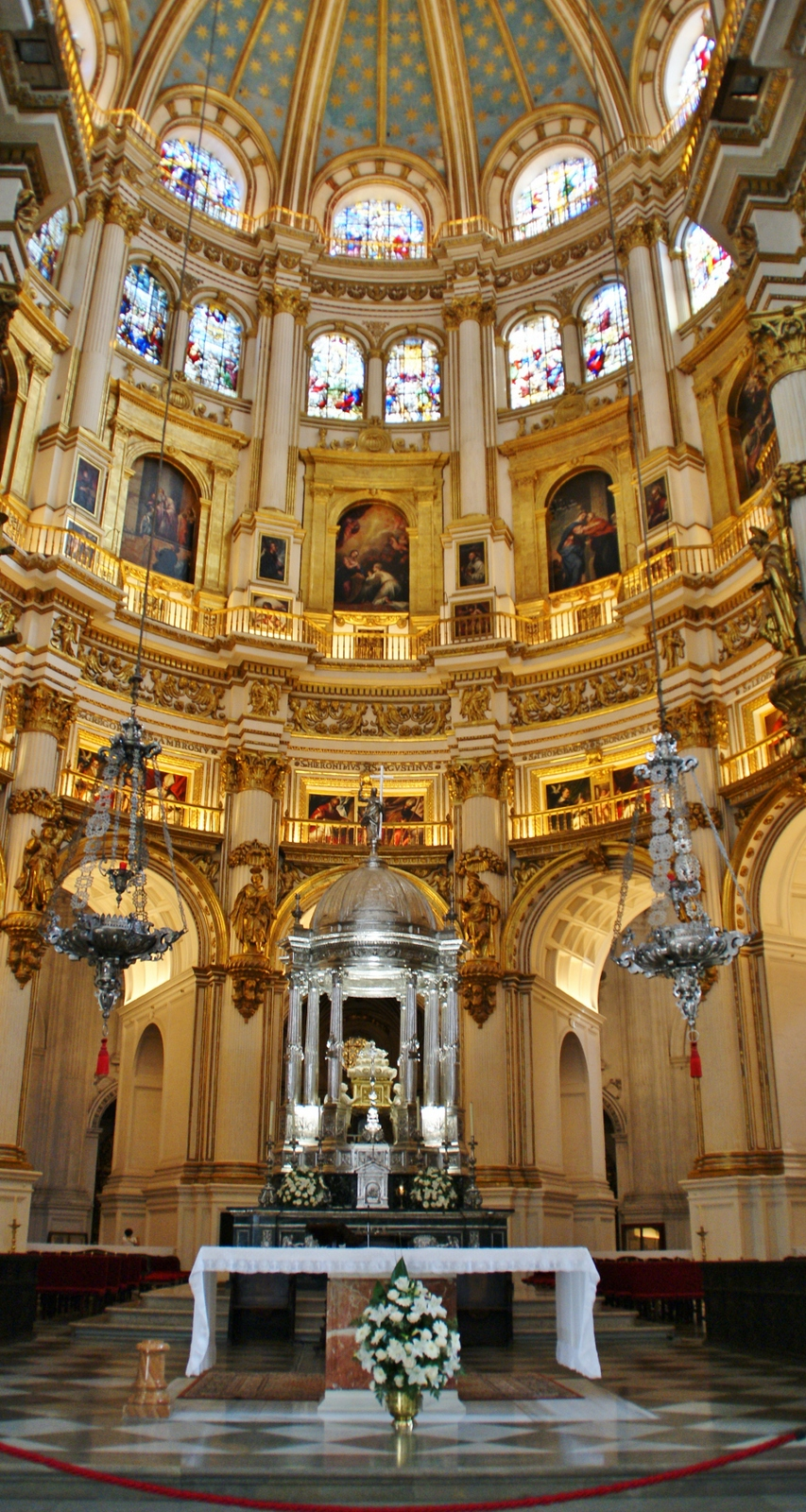
Capella Major

El projecte «a l'estil romà» de Siloé —relacionat amb antecedents paleocristians— adopta el model renaixentista conegut com a temple compost per una gran capçalera i un cos basilical.

#### Capçalera

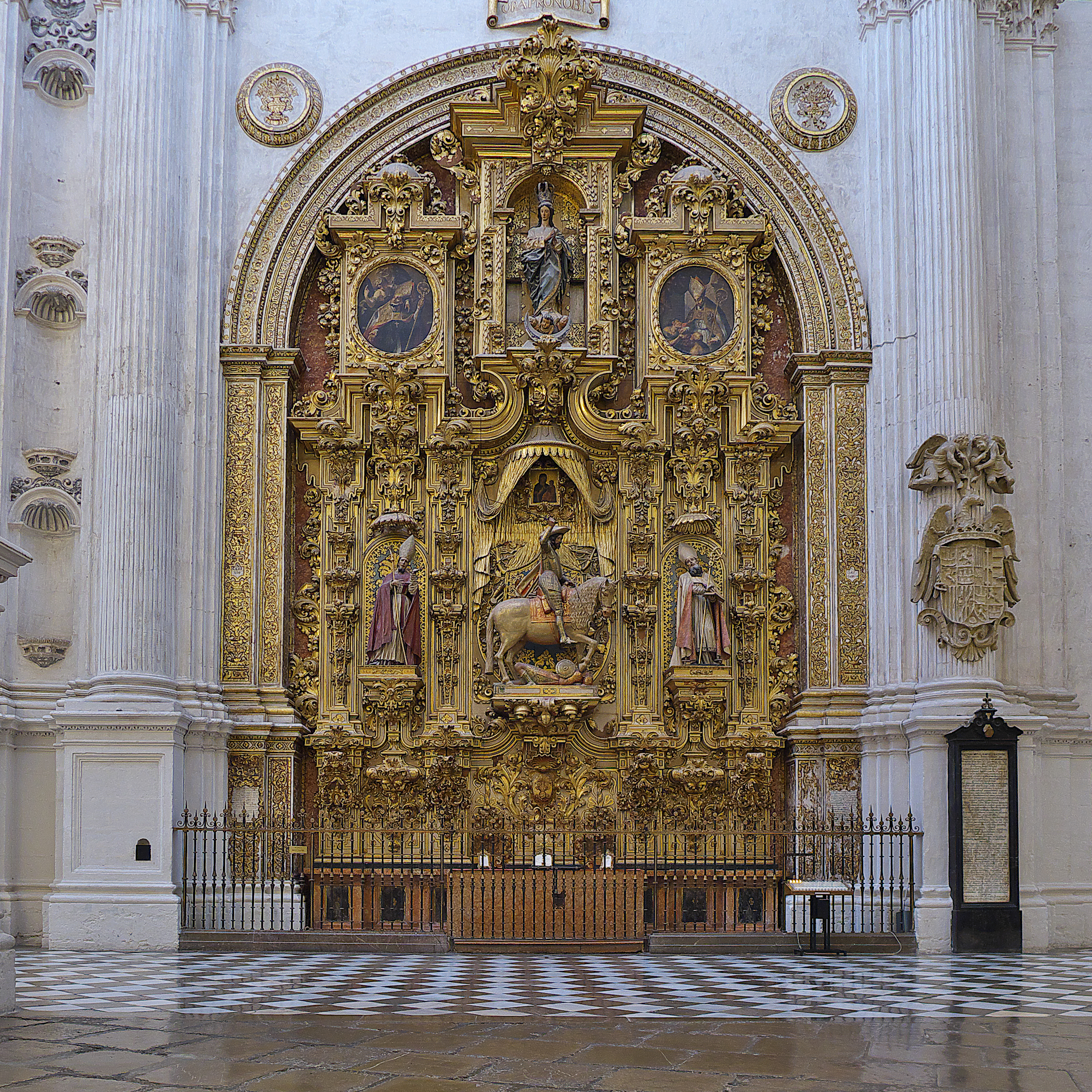
Altar-retaule del Triomf de Santiago.

La capçalera, de 22,5 m de diàmetre està formada per la capella major circular envoltada per un deambulatori amb capelles, porta i altar-retaule.
L'entorn de l'altar major, presenta un clar caràcter renaixentista, però la seva integritat estilística i el seu programa iconogràfic han quedat modificats per diverses supressions, addicions i modificacions posteriors. La capçalera està oberta al creuer principal pel gran arc de triomf. Al deambulatori s'hi succeeixen vuit capelles poligonals, una sortida a l'exterior per la porta siloesca de l'Ecce Homo, l'accés a la sagristia i l'altar-retaule del «Triomf de Santiago».

#### El cos basilical
Està format per cinc naus, separades de la capella major per un ampli i alt creuer, oberta a la nau principal per l'arc toral. Les cinc naus tenen diferent altura: la central (34,5 m), dues intermèdies i dos laterals (les quatre de la mateixa altura: 26,5m); les laterals donen accés al deambulatori. Fins al creuer les cinc naus formen una figura que tendeix al quadrat. En tots dos murs laterals es distribueixen diverses capelles i retaules.
En el mur nord (mirant l'altar major a l'esquerra), i començant des del peu de la catedral, se succeeixen el museu, la capella de la Mare de Déu del Pilar, la porta actualment cegada de sant Jeroni, les capelles de la Mare de Déu del Carme i de la nostra Senyora de les Angoixes i la porta del Perdó. En el mur sud, i igualment des del peu de la catedral, la porta d'accés a l'antiga Comptadoria, la capella de sant Miquel Arcàngel, la porta d'accés al temple parroquial del Sagrario, la capella de la Santíssima Trinitat, l'altar-retaule de Jesús Natzarè i la portada gòtica d'accés a la Capella Reial.

#### Els dos creuers
En l'arquitectura de la planta catedralícia cal subratllar la presència de dos creuers. El creuer principal dona entrada a la capella major i enllaça la porta gòtica de la Capella Reial amb la porta renaixentista del Perdó. La seva altura és la mateixa que la de la nau central.
El creuer secundari, paral·lel a l'anterior uneix la porta interior del Sagrari amb la porta de sant Jeroni.

## Capelles
- Capella de la Virgen del Pilar
- Capella de Nuestra Señora del Carmen
- Capella de Nuestra Señora de las Angustias
- Capella de Nuestra Señora la Antigua
- Capella de Santa Lucía
- Capella del Cristo de las Penas
- Capella de Santa Teresa
- Capella de San Blas
- Capella de San Cecilio
- Capella de San Sebastián
- Capella de Santa Ana
- Capella de la Santísima Trinidad
- Capella de San Miguel

## Mestres de capella famosos
- Pedro Thalesio (segle xvi).